# 小行星38454
小行星38454（38454 Boroson）是一颗绕太阳运转的小行星，为主小行星带小行星。该小行星于1999年10月2日发现。
該小行星以美國天文學家托德·A·博羅森（Todd A. Boroson）命名。

## 轨道参数
小行星38454的轨道半长轴为2.6298403 UA，离心率为0.194。